# Villa Gentile Bickley
Villa Gentile Bickley, nota anche come Palazzo Gentile oppure Villa Bickley, è una villa patrizia genovese situata nel quartiere genovese di Cornigliano e facente parte della Via Aurea fortificata che si snodava alle pendici del monte di Coronata. Oggi è sede della biblioteca civica "Domenico Guerazzi".

## Descrizione
Nell'impianto dello stabile è ancora riconoscibile qualche vestigia del nucleo originale trecentesco e risulta attestato alla famiglia Gentile.
Il ramo Gentile era molto noto ed influente a Genova e diede alla città cinque dogi, di cui il più famoso fu Benedetto Gentile Pevere, conosciuto per aver edificato il ponte di Cornigliano.
Nel 1549 si ha menzione della costruzione della torre d'avvistamento a pianta rettangolare e dei locali a volta annessi ad opera di Ambrogio Gentile. Attorno alla torre venne poi aggiunto il nuovo corpo abitativo voluto nel tardo XVI secolo, questo intervento comportò anche un rimaneggiamento estetico delle facciate che vennero rammodernate nello stile alessiano in voga nel Cinquecento a Genova. 
L'architettura esterna della nuova costruzione è di stampo alessiano e si sviluppa su cinque piani più uno interrato, originariamente locale di cantine dai caratteristici soffitti a botte. Si ipotizza la presenza di un loggiato al piano nobile, angolato o centrale, caratteristica tipica dello stile in cui è stata edificata la dimora.
Aggiunta successiva del 1668 è la cappella interna, ancora visitabile.
Nel 1757 Matteo Vinzoni la cita come appartenente a Marcantonio Gentile.
All'interno, di particolare rilievo sono gli affreschi del primo piano, voluti da Maria I Gentile, in particolare la cosiddetta Sala del cavallo e la Sala dell'Ansaldo con soggetto Orazio Coclite tratto dal Ab Urbe Condita di Tito Livio, quest'ultimo si compone di una raffigurazione centrale e sei cartelle laterali. Entrambe le stanze furono affrescate dal pittore locale Andrea Ansaldo tra il 1625 e il 1630, molto attivo in zona. I soffitti sono stati poi rimaneggiati con l'aggiunta di stucchi in un periodo successivo. Posizionata all'opposto della Sala del cavallo è la Sala delle grottesche, che è stata purtroppo gravemente danneggiata dal crollo del tetto. In alcune zone la superstite decorazione neoclassica ottocentesca, con campiture pastello e fiorite in stile rocaille, è stata rimossa per esporre quanto rimane dell'originale pittura a grottesche. Il salone centrale della villa era affrescato con alcune vedute dei possedimenti della famiglia Gentile presso Castellaro e Pompeiana da un lato e Cassinelle e Molare dall'altro. Purtroppo sono andati quasi del tutto perduti durante il lungo periodo di degrado della villa, cancellati dagli eventi atmosferici e dall'incuria e se ne hanno solo poche testimonianze. Sempre al primo piano sono presenti pavimenti in stile genovese degli anni trenta.
All'esterno i volumi e le decorazioni sono state rimaneggiate nel 1885 ad opera dell'ing. Bosco che ha anche cancellato la decorazione barocca, re-intonacato tutte le costruzioni e inserito timpani classici a porte e finestre, aggiungendo caratteristiche neo rinascimentali posticce.
Rimane poco del grande parco che circondava l'edificio; il verde superstite è stato riconvertito a parco pubblico per la cittadinanza.
Fino al primo quarto del XX secolo la famiglia Gentile ha abitato la villa che è poi passata di proprietà a Olga Delfina Bickley (fino alla sua morte nel 1979) e, infine, al Comune di Genova nel 1986.
Nel 1988 sono iniziati i lavori di restauro attraverso cui è stato possibile recuperate le pitture del piano nobile. Nel 2001 l'edificio è stato destinato a sede della biblioteca civica intitolata a Francesco Domenico Guerrazzi e di alcune associazioni corniglianesi come la pubblica assistenza Croce Bianca Corniglianese e la Filarmonica Corniglianese.
Essendo sede di un ente pubblico, la villa è visitabile e in occasione di particolari eventi sono organizzate visite guidate, come avvenuto nel corso dei Rolli Days 2015 e 2016.

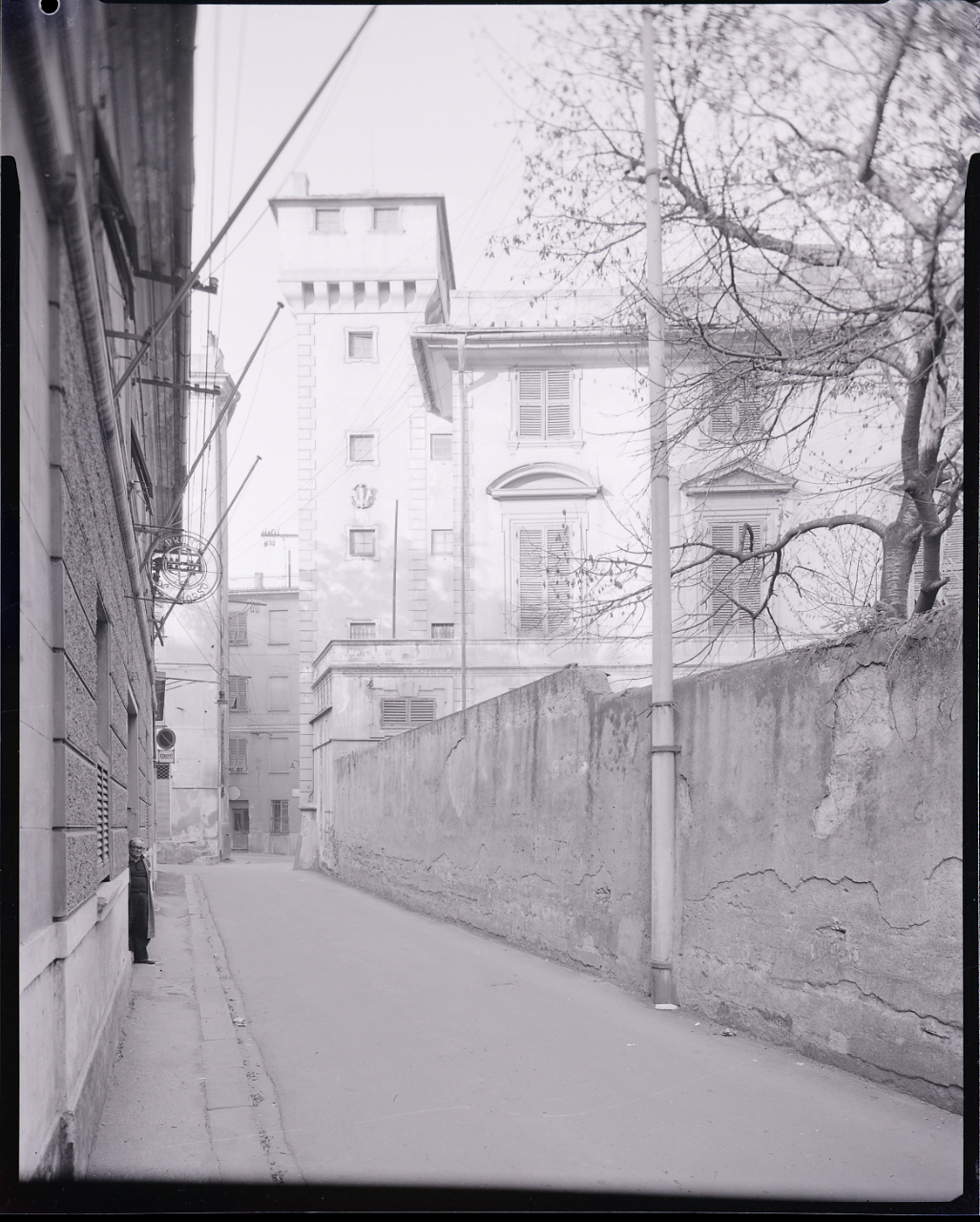
Facciata posteriore, Foto di Paolo Monti, 1963
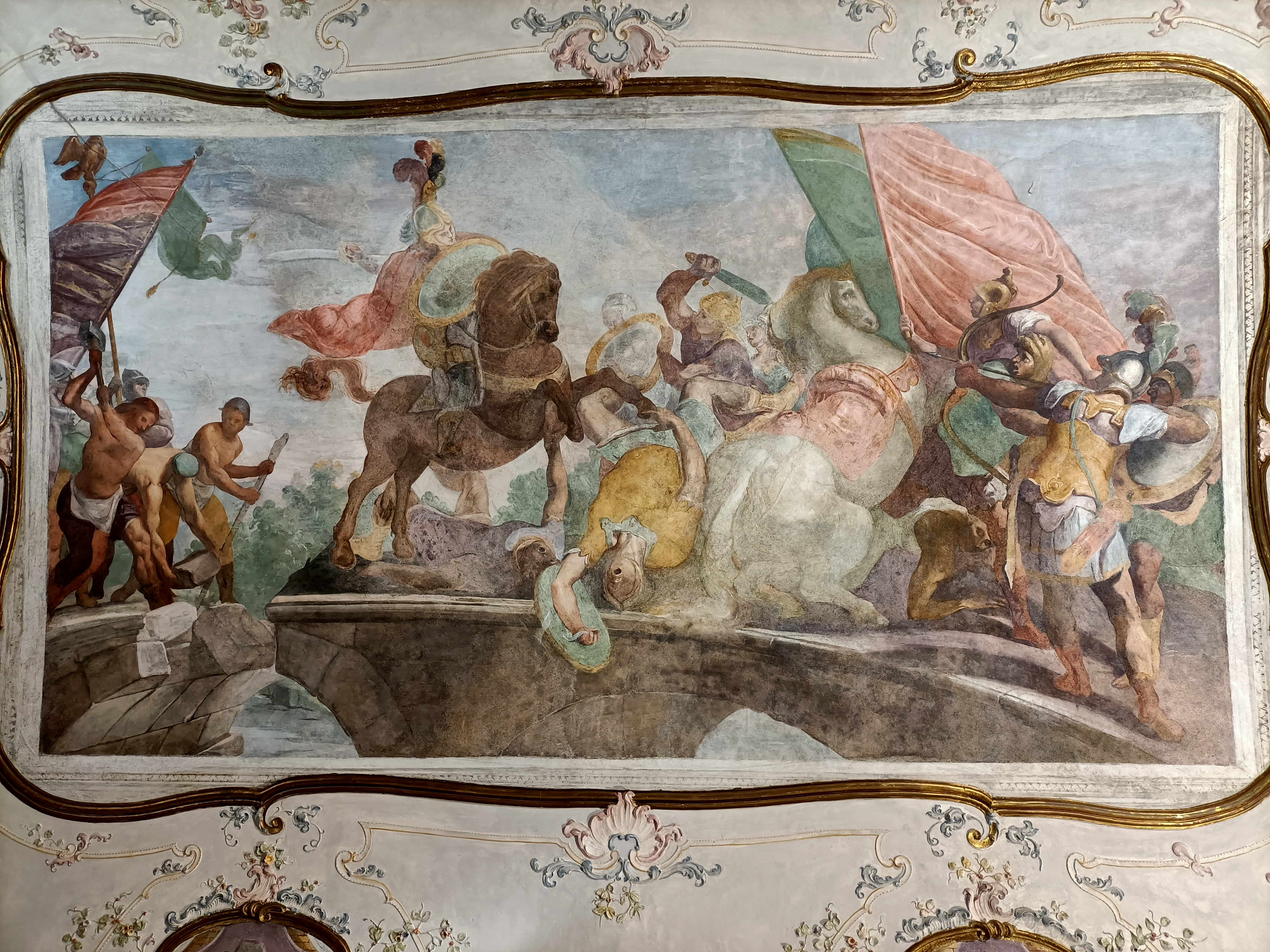
La difesa del ponte Sublicio, Andrea Ansaldo, 1625
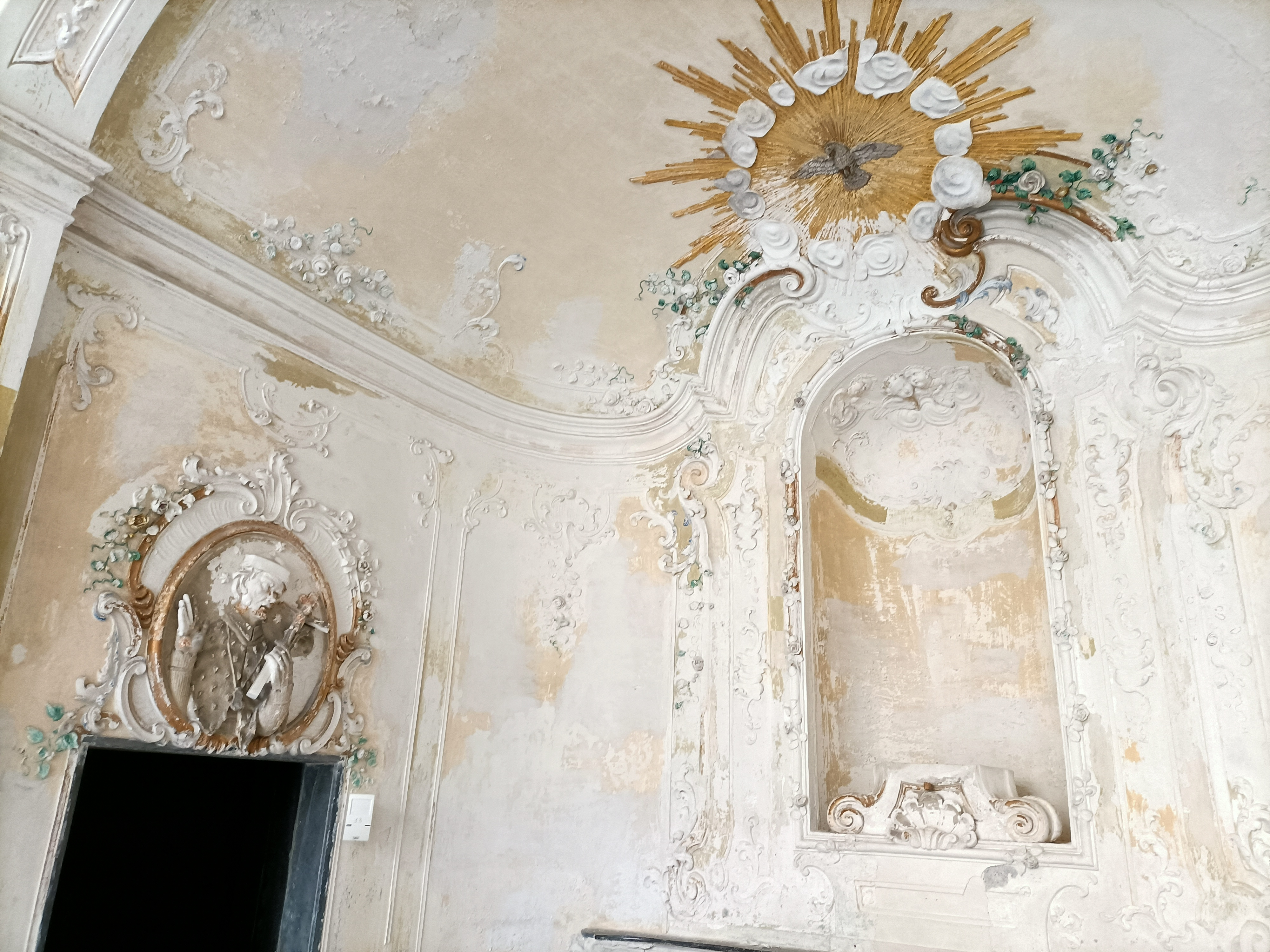
Cappella